# Nuhma
Nuhma, voluit Nutsbedrijven Houdstermaatschappij, is een Belgische nutsholding en klimaatbedrijf in handen van 41 Limburgse gemeenten en de Antwerpse gemeente Laakdal. Ze werd in 2001 opgericht.

## Activiteiten
Nuhma focust op participaties in duurzame energie, Smart Technologies en coöperatieve vennootschappen. Het heeft diverse participaties in vennootschappen die actief zijn in de productie van hernieuwbare energie. Zo heeft de nutsholding belangen in offshore windparken, windturbines op land en biomassacentrales. Bekende participaties zijn hernieuwbare energieholding Aspiravi, afvalverwerkingsbedrijf Bionerga, telecomoperator Citymesh, de offshore windmolenparken C-Power, Northwind, Rentel en SeaMade, de coöperatieve vennootschap ECO2050, investeerder in tech start-ups imec.istart, onderzoeksinstituut EnergyVille, vzw Copias, digitaliseringsspecialist Fairville, groene stroomproducent Limburg wind(t), dochtervennootschap Nuhmeris, intergemeentelijk samenwerkingsverband s-Lim, lithiumceltechnologiespecialist SOLiTHOR, zonnepanelenspecialist Soltec en de Vlaamse Energieholding.

## Bestuurders
In 2017 geraakte bekend dat de gemeentelijke bestuurders van Nuhma een jaarvergoeding van 10.000 euro ontvingen. Onder de bestuursleden bevonden zich voormalig Europarlementslid en burgemeester van Bilzen Frieda Brepoels (N-VA, financieel en administratief directeur van Open Vld en schepen van Herk-de-Stad Mark Vanleeuw en volksvertegenwoordiger en burgemeester van Lommel Peter Vanvelthoven (sp.a). Deze laatste cumuleerde een bestuursfunctie bij een intercommunale met een parlementair mandaat, wat verboden was. Bovendien liet Vanvelthoven zich door zijn familiebedrijf VOF Admonitus in de raad van bestuur vertegenwoordigen. Ook volksvertegenwoordiger Steven Vandeput (N-VA) en ondernemer André Vautmans (Open Vld) lieten zich door respectievelijk EIB en BVBA Avecom vertegenwoordigen, net zoals de 2021 in opspraak gekomen Tony Coonen (sp.a), topman van De Voorzorg Limburg, die zich door VOF Panta Rhei liet vertegenwoordigen. Verschillende bestuurders waren bovendien ook bestuurder van Publilum, een dochter van Nuhma die zowel Vlaamse als een aantal Waalse gemeenten vertegenwoordigde en aandeelhouder van energiegroep EDF Luminus was tot dat belang aan de Franse energiegroep EDF werd verkocht.
Ook de Limburgse burgemeesters Patrick Dewael (Open Vld, Tongeren), Marc Penxten (N-VA, Alken) en Alain Yzermans (Vooruit, Houthalen-Helchteren) bekleden bestuursmandaten bij het klimaatbedrijf. Voormalige bestuurders zijn de Limburgse gedeputeerden Jos Claessens (Open Vld) en Marc Vandeput (CD&V), socialistisch kopstuk in Tongeren Jean-Michel Legros en Paul Butenaerts, de sterke man van sp.a Limburg.
Tot 2013 was Jo Geebelen gedelegeerd bestuurder van Nuhma. Hij werd door voormalig bestuurder Ludo Kelchtermans, broer van voormalig minister en burgemeester van Peer Theo Kelchtermans (CD&V).